# Marino I di Napoli
Marino I di Napoli (Napoli, ... – giugno 928) fu duca di Napoli dal 919 al 928.
Resse il ducato di Napoli dal 919 al 928; durante questo periodo i musulmani si spinsero fino alla città venendo poi indociliti da un riscatto in denaro.
Marino  è il secondo figlio di Gregorio IV e successore di suo fratello Giovanni II. Secondo il Chronicon ducum et principum Beneventi, Salerni, et Capuae et ducum Neapolis, che lo chiama Marianus, regna per otto anni, nove mesi e quindici giorni. Da una moglie sconosciuta lascia tre figli :
- Giovanni III;
- Maru (?) sposata con un certo Sergio;
- Anonima, sposata con un certo Gregorio.

Marino ha come successore suo figlio Giovanni III.